# ذو القدم الكبيرة

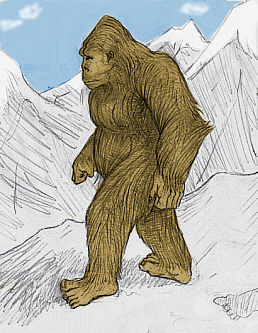
رسم تخيلي لبيغفوت

ذو القدم الكبيرة أو بيغ فوت (بالإنجليزية: Bigfoot)‏ والمعروف أيضًا باسم ساسكواتش (بالإنجليزية: Sasquatch)‏، هو الاسم الذي يطلق على كائن مجهول يشبه القرد، ويقال أنه يسكن الغابات في شمال غرب المحيط الهادئ. وعادة ما يوصف بيغ فوت في فلكلور أمريكا الشمالية على أنه كائن شبه بشري كبير ومشعر ويمشي على قدمين. أتى مصطلح ساسكواتش من كلمة sásq'ets من لغة هالكوميليم.
لا يعترف العلماء بوجود بيغ فوت ويعتبرونه مزيجًا من التراث الشعبي والتحديدات الخاطئة والخدع المتقنة، بدلًا من اعتباره كائنًا حيًا، وذلك لعدم وجود أدلة مادية أو أعداد كبيرة من المخلوق والضرورية للحفاظ على النوع. في العادة يتم التبليغ عن مشاهدات جديدة من قبل مجموعات صغيرة وفرق تحقيق شخصية. وتعزى معظم التقارير إلى حيوانات مختلفة، ولا سيما الدببة السوداء.

## وصف
يوصف بيغ فوت على أنه مخلوق كبير يشبه القرد، مشعر ذو عضلات ويمشي على قدمين، يبلغ ارتفاعه 2-3 متر يغطيه شعر وصف بأن لونه أسود، بني داكن أو محمر داكن.
يصف الناس الذين زعموا أنهم رأوا بيغ فوت أن له عيونًا كبيرة، وبروز عظمي عند الحواجب، وجبهته منخفضة وكبيرة؛ وقد وصف الجزء العلوي من الرأس أنه مستدير وله عرف على غرار قمة السهمية لدى ذكر الغوريلا، وله رائحة قوية وكريهة. أما آثار أقدامه الهائلة والتي سمي عليها فيزعم أن حجمها يبلغ 24 بوصة (60 سم) طولا و 8 بوصات (20 سم) عرضا. تتضمن بعض الآثار أيضا علامات مخالب، ما يرجح أنها جاءت من حيوانات معروفة مثل الدببة، والتي تملك خمس أصابع ومخالب. يزعم المصدقون بوجوده أنه عاشب ولاحم وهو كائن ليلي.

## التاريخ
قصص الإنسان البري موجودة بين قبائل الهنود الحمر في ساحل شمال غرب المحيط الهادئ. يذكر الباحث غروفر كرانتز أن قصص السكان الأصليين التي تتعلق بساسكواتش موجودة في أنحاء شمال غرب المحيط الهادئ. ويتوافق توزيعها مع المنطقة التي تتركز فيها سجلات الرجل الأبيض. كما يرى الباحث ديفيد دايغلينغ أن الأسطورة كانت موجودة قبل أن يعرفه الناس باسمه الحالي؛  وتختلف التفاصيل على المستويين الإقليمي وبين العائلات في المجتمع نفسه؛ كما أن قصصا مماثلة عن الإنسان البري موجودة في كل القارات باستثناء القارة القطبية الجنوبية. يقول عالم البيئة روبرت بايل أن معظم الثقافات لديها فكرة البشر العمالقة في تاريخها الشعبي. كل لغة لديها اسم للمخلوق يرد في الأساطير المحلية. أغلب الأسماء تعني أشياء مثل «الرجل البري» أو «الرجل المشعر»، إلا أن هناك أسماء أخرى تصف أفعالا يقوم بها، مثل آكل المحار.
يروي أفراد قبيلة لومي حكايات عن حيوان يدعى تسيميكويس Ts'emekwes. وتتشابه القصص مع بعضها في أوصافه العامة، ولكن التفاصيل حول نظامه الغذائي وأنشطته تختلف بين القصص المتوارثة.
تروي بعض الحكايات الإقليمية عن كائنات أكثر بشاعة. مثل ستياها أو كوي-كوياي وهو كائن ليلي لا ينبغي للأطفال ذكر اسمه كي لا يأتيهم ويخطفهم. وفي عام 1847، أفاد رجل يدعى بول كين عن قصص من السكان الأصليين عن كائن يدعى سكوكوم: وهو عرق بين البشر البريين الذين يعيشون على قمة جبل سانت هيلين. وقد اعتبر السكوكوم كائنا خارق للطبيعة، بدلا من أن يكون طبيعيا.
كما أفاد مبشر بروتستانتي يدعى إلكانا ووكر، في عام 1840، عن قصص عن العمالقة بين الهنود الذين يعيشون قرب منطقة سبوكين في ولاية واشنطن الحالية. وقال الهنود أن هؤلاء العمالقة يعيشون في الجبال القريبة وسرقوا السلمون من شباك الصيادين.
قام الوكيل الهندي جيه دبليو بيرنز بجمع القصص المحلية في سلسلة من المقالات الصحفية الكندية في عشرينات القرن العشرين وسرد قصصا رواها له شعب ستسايليس من منطقة تشيهاليس في كولومبيا البريطانية. ويذكر أفراد القبيلة، مثل غيرهم من قبائل المنطقة، أن الساسكواتش حقيقي جدا وامتعضوا جدا من قول الناس أنه أسطوري. يروي الشهود أنه يتجنب الرجل الأبيض، ويتحدث «لغة دوغلاس»، أو لغة ليلويت، وهي لغة الهنود في منطقة بورت دوغلاس على بحيرة هاريسون. وكان بيرنز أول من وضع مصطلح ساسكواتش حيث أخذه من كلمة ساسكيتس من لغة هالكوميليم  واستخدمه في مقالاته لوصف نوع واحد مفترض من المخلوق والذي تكلم عنه في قصصه.

## مشاهدات

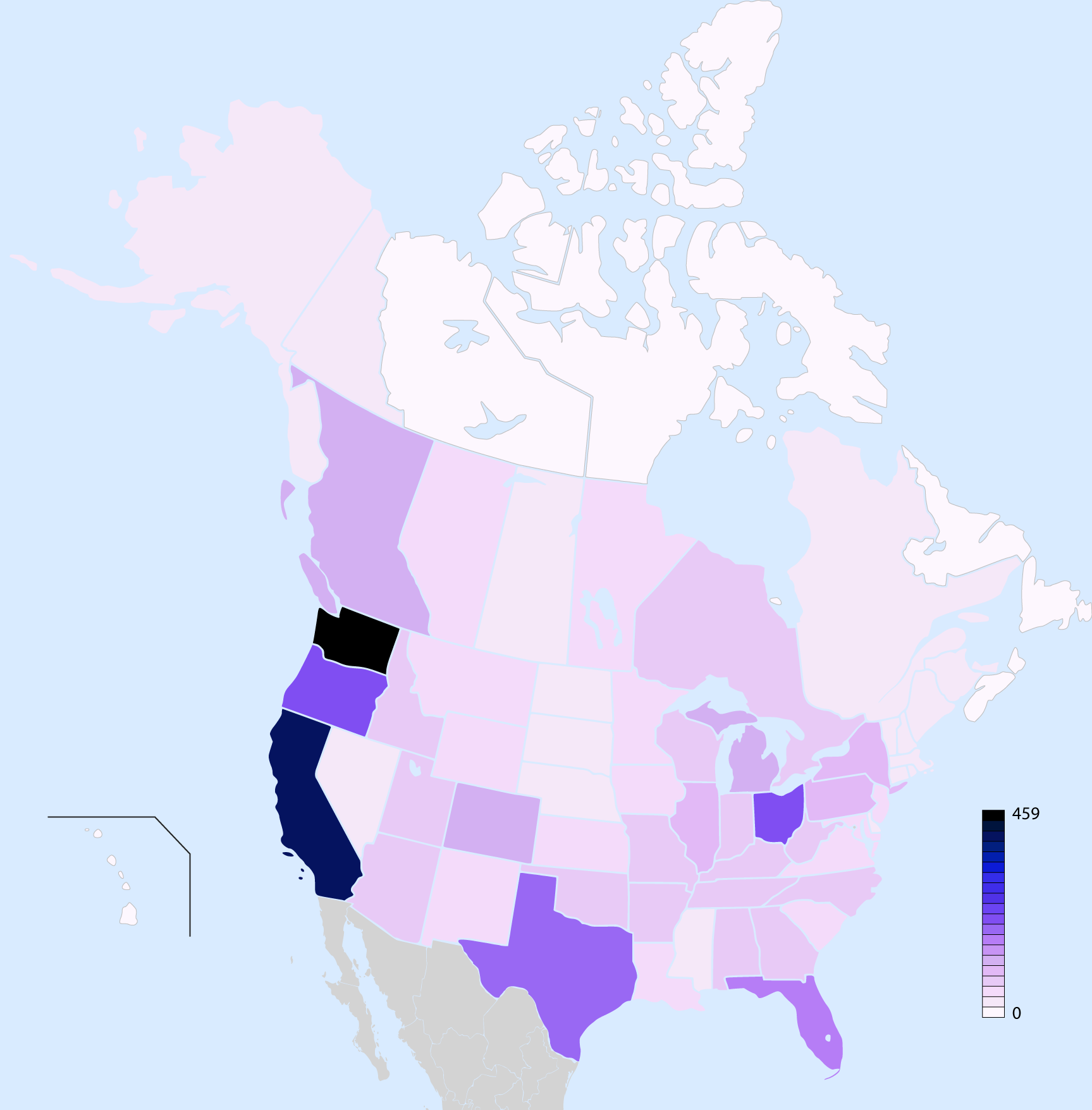
توزيع مشاهدات بيغ فوت المسجلة في الولايات المتحدة وكندا.

حوالي الثلث من جميع المشاهدات المزعومة للمخلوق تقع في شمال غرب المحيط الهادئ، وتنتشر التقارير المتبقية في بقية أنحاء أمريكا الشمالية. تعتبر معظم التقارير إما أخطاء أو خدع، حتى من قبل الباحثين الذين يعتقدون بوجود بيغ فوت.
في الوقت الذي أصبح فيه بيغ فوت ظاهرة معروفة في الثقافة الشعبية، انتشرت مشاهداته في جميع أنحاء أمريكا الشمالية. فبالإضافة إلى منطقة شمال غرب المحيط الهادئ، فقد سجلت مشاهدات منطقة البحيرات العظمى وجنوب شرق الولايات المتحدة. وصل الجدل حول شرعية المشاهدات إلى ذروته في السبعينات، فقد كان ينظر إلى بيغ فوت بأنه أول مثال عن العلوم الزائفة في الثقافة الأمريكية.

## التفسيرات المقترحة للمشاهدات
تم وضع أنواع مختلفة من المخلوقات كنظريات تشرح مشاهدات وفصيلة بيغ فوت. عادة ما يصنف المجتمع العلمي هذه المشاهدات إما كخدعة أو تعريف خاطئ لحيوانات معروفة وآثارها، وبالأخص الدببة السوداء. في حين يفسر علماء الحيوانات الخفية الأمر بشكل عام على أنه قرد مجهول، وينسب بعضهم الظاهرة إلى أسباب أخرى.

### تعريفات خاطئة
ذكرت مفوضية الصيد في بنسلفانيا عام 2007 أن الصور التي قالت منظمة أبحاث بيغ فوت أنها تخص الكائن هي في الأصل تخص دبا مصابا بالجرب. من ناحية أخرى قال الباحث جيفري ميلدروم أن الآثار لا تشبه آثار الدب، وذكر أنها كانت «أشبه بآثار الشمبانزي».

### الخدع
يتفق كل من المصدقين بوجود بيغ فوت والمكذبين به على أن العديد من المشاهدات هي خدعة أو حيوانات أخطأ الشهود في وصفها.
وفي بعض الحالات، ظهر أن المشاهدات أو آثار الأقدام كانت خدعة. يقول الكاتب جيروم كلارك أن قضية جاكو، وهي تقرير نشر في صحيفة من عام 1884 حول مخلوق يشبه القرد قبض عليه في كولومبيا البريطانية، وتبين أنه خدعة. في بحث أجراه جون غرين، الذي وجد أن العديد من صحف كولومبيا البريطانية المعاصرة اعتبرت عملية الصيد هذه مشكوكا فيها جدا، لاحظ جيروم كلارك عبارة في صحيفة مينلاند جارديان من نيو وستمنستر، كولومبيا البريطانية، «السخافة مكتوبة على وجهها».
في 9 تموز 2008، نشر ريك داير وماثيو ويتون شريط فيديو على يوتيوب زاعمين أنهم اكتشفوا جثة كائن غريب ميت في غابة في شمال جورجيا. تم الاتصال بأحد أتباع نظرية بيغفوت ويدعى توم بيسكاردي للتحقيق. تلقى داير وويتون 50,000 دولار من منظمة بيسكاردي كبادرة حسن نية. وقد تناقلت عدة شبكات إخبارية رئيسية هذه القصة، بما في ذلك بي بي سي،  وسي إن إن، وأيه بي سي نيوز،  فوكس نيوز. بعد فترة قصيرة من المؤتمر الصحفي، تم جلب جثة بيغ فوت مزعومة وضعت في كتلة من الثلج في مبرد مع أفراد من منظمة بيسكاردي. عندما تمت إذابة محتويات، اكتشف أن الشعر لم يكن حقيقيا، وكان الرأس أجوف، أما القدم فكانت من المطاط. اعترف داير وويتون لاحقا أن الأمر كان خدعة بعد أن قابلهم لها ستيف كولز، المدير التنفيذي لموقع SquatchDetective.com.
في أغسطس 2012، قتل رجل في ولاية مونتانا بعد أن صدمته سيارة وهو يحاول تنفيذ خدعة عن المخلوق قرب بلدة غيلي.
في يناير 2014، وقال ريك داير، منفذ خدعة بيغ فوت السابقة أنه قتل مخلوق بيغ فوت بالفعل في سبتمبر 2012 خارج سان أنطونيو، تكساس. وقال انه أجرى اختبارات علمية على الجثة، «من اختبارات الحمض النووي إلى عمليات الفحص البصرية ثلاثية الأبعاد، وهو حقيقي. إنه بيغ فوت، وأنا أطلقت النار عليه، والآن وسنثبت للعالم هذا». وذكر أنه يعتزم أخذ الجثة، والتي تحفظ عليها في مكان مخفي، في جولة في أمريكا الشمالية في عام 2014. وأصدر صورا للجثة وشريط فيديو يظهر ردود فعل عدد من الأفراد عند مشاهدتهم للموضوع،  ولكن لم يكشف عن أي اختبارات أو أشعة. ورفض الكشف عن نتائج الاختبار أو تقديم عينات بيولوجية، رغم أنه ذكر أن نتائج فحص الحمض النووي، التي أجريت من قبل مختبر غير معلوم، لم تظهر علاقته بأي حيوان معروف. وقال داير أنه سيكشف عن الجثة والاختبارات في 9 فبراير في مؤتمر صحفي في جامعة واشنطن،  ولكنه لم يعرض نتائج الاختبار أبدا. وبعد جولة فينيكس، رحل داير بالجثة إلى هيوستن. وفي 28 مارس 2014، اعترف داير على صفحته على الفيسبوك أن الجثة كانت خدعة أخرى. وقال انه صنع الجثة من المطاط والرغوة ووبر الإبل. جمع داير ما يقرب من 60,000 دولار من جولته مع جثة بيغ فوت الوهمية الثانية. وأكد أنه قتل بيغ فوت بالفعل، ولكن لم يأخذ الجثة الحقيقية في الجولة خوفا عليها من السرقة.

### جيغانتوبيثيكوس

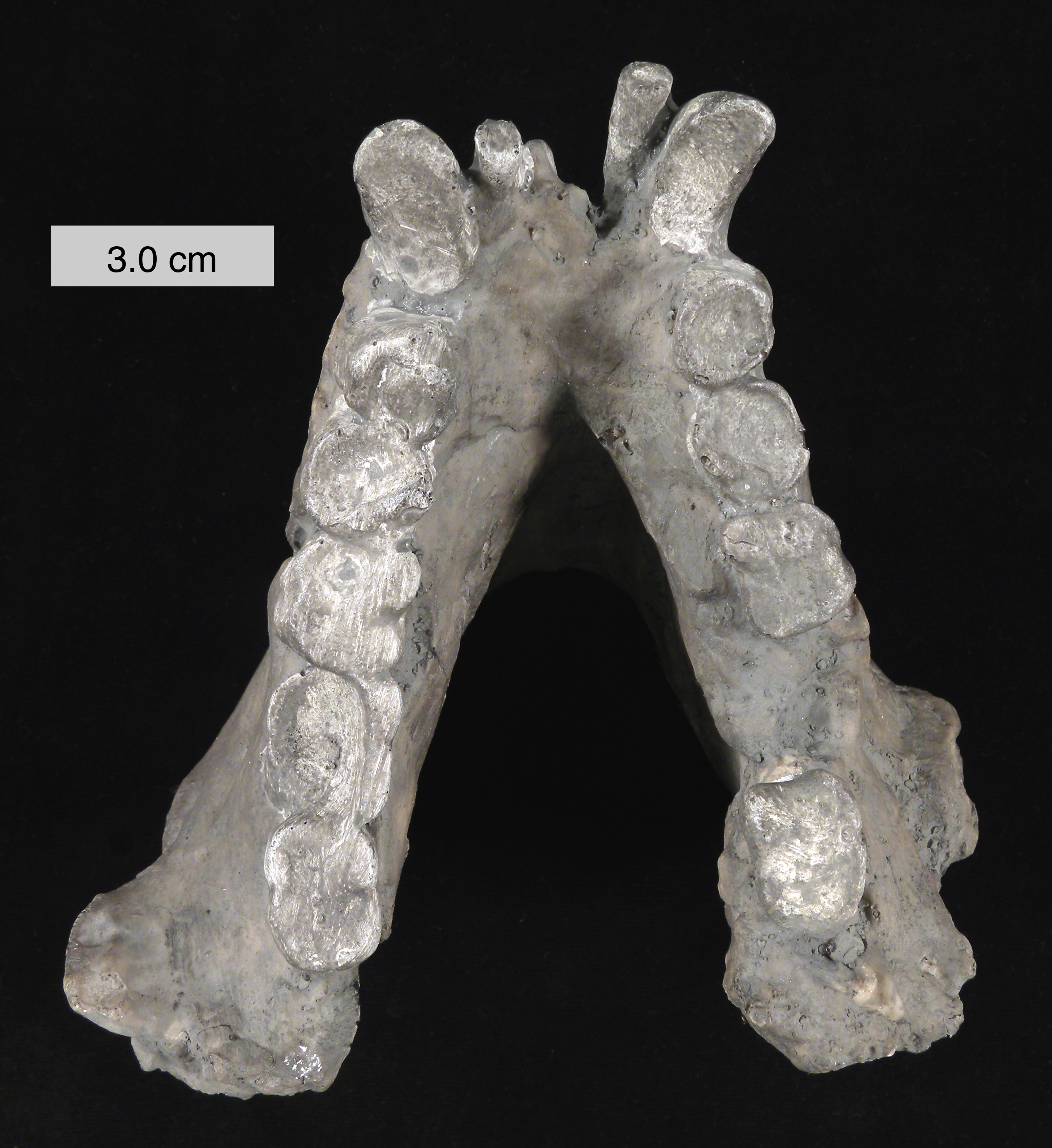
الفك الأحفوري من كائن Gigantopithecus blacki، وهو من الرئيسيات المنقرضة

يعتقد أنصار نظرية بيغ فوت جروفر كرانتز وجيوفري بورن أن بيغ فوت يمكن أن يكون من أثريات حيوان جيغانتوبيثيكوس. وفقا لنظرية بورن، فإن جميع حفريات جيغانتوبيثيكوس عثر عليها في آسيا، وبما عدة كائنات (من بينها الإنسان) هاجرت عبر جسر بيرنغ البري، فليس من المستبعد أن نفترض أن جيغانتوبيثيكوس عبر نفس الطريق.
لم يعثر على حفريات جيغانتوبيثيكوس في الأمريكتين. الحفريات المستخرجة كانت الفك السفلي والأسنان فقط، ما ترك النظرية موضع شك. وقد جادل كرانتز، استنادا إلى استقرائه لشكل الفك السفلي، أن الجيغانتوبيثيكوس قد يكون من ذوات القدمين. ومع ذلك، فإن الجزء ذي الصلة من الفك السفلي غير موجود في أي من الحفريات الأخرى. وجهة نظر بديلة تقول أن الجيغانتوبيثيكوس كان رباعي الأرجل، وأن بنيته الهائلة تجعل من الصعب عليه أن يعتمد في مشيه على قدمين.
يقدم مات كارتميل رأيا آخر بشأن فرضية جيغانتوبيثيكوس: «المشكلة في هذه الفرضية أن جيغانتوبيثيكوس لم يكن من أشباه البشر ولا حتى من الرئيسيات العليا، إلا أن الأدلة المادية تقول أن بيغ فوت هو من ذوات القدمين ومنتصب القامة والأرداف وله إبهام طويل وثخين وبارز. وهي خصائص لدى أشباه البشر، لا توجد في غيرها من الثدييات أو ذوات القدمين الأخرى. ويبدو من المستبعد أن جيغانتوبيثيكوس قد طور هذه الصفات بشكل منفصل في نفس الوقت».
كتب برنارد كامبل: «نظرية انقراض جيغانتوبيثيكوس تم التشكيك بها من قبل من يعتقدون أنه على قيد الحياة مثل اليتي في جبال الهيمالايا والساسكواتش من الساحل الأمريكي الشمالي الغربي لكن الأدلة على وجود هذه المخلوقات ليست مقنعة.» 

### قردة عليا منقرضة
هناك أنواع من قردة بارانثروبوس، مثل بارانثروبوس روبوستوس، له جمجمة متوجة ويمشي على قدمين، واقترح علماء القردة العليا والأنثروبولوجيا جون نابير غوردون ستراسنبرغ أنه مرشح محتمل لهوية بيغ فوت،  رغم أن حفريات المخلوق عثر عليها في أفريقيا فقط.
عرض مايكل راغ من متحف بيغ فوت ديسكفري، مقارنة بين جماجم الإنسان والجيغانتوبيثيكوس والميغانثروبوس (أعيد بناؤها من قبل جروفر كرانتز) في الحلقات 131 و 132 من برنامج متحف بيغ فوت ديسكفري. ويقارن الأسنان الحديثة التي يشتبه أنها تخص بيغ فوت مع الأسنان الأحفورية لمخلوق ميغانثروبوس، مشيرا إلى المينا المهترئة على سطح الإطباق. وجدت حفريات ميغانثروبوس في آسيا، بينما وجدت الأسنان بالقرب من سانتا كروز، كاليفورنيا.
يقترح البعض أن النيانداثال، أو إنسان منتصب، أو إنسان هايدلبيرغ قد يكون هو المخلوق، ولكن لم يتم العثور على آثار لأي من تلك الأنواع في الأمريكتين.

## النظرة العلمية
أغلب الأدلة التي تدعم وجود المخلوق تم إرجاعها إلى خدع أو توهمات عوضا عن رؤية مخلوق حقيقي. وقال عالم الحيوان من ولاية واشنطن جون كرين وفي مقال في جريدة يو إس أيه توداي عام 1996 «لا يوجد شيء يسمى بيغ فوت. لم تقدم أي بيانات أكثر من التي تم اختلاقها». بالإضافة إلى ذلك، فإن العلماء يستشهدون بحقيقة أن بيغ فوت يعيش في مناطق غير اعتيادية بالنسبة للرئيسيات غير البشرية، أي المناطق المعتدلة في نصف الكرة الشمالي. إذ أن جميع القرود المعروفة تعيش في المناطق المدارية في أفريقيا وآسيا.
لا ينظر جمهور العلماء إلى موضوع بيغ فوت إلى أنه يدخل ضمن خانة العلوم الموثوقة ولم يجرى إلا عدد محدود من الدراسات العلمية الرسمية حول بيغ فوت.
أما بالنسبة للأدلة مثل فيلم باترسون وغيملين عام 1967 فلم تقدم «بيانات تدعم أي قيمة علمية».
وكما هو الحال مع الحيوانات الخفية الضخمة الأخرى، فإن مشكلة المناخ والغذاء تجعل من حياة المخلوق في المنطقة بعيد الاحتمال. لم يعثر على القردة العليا في السجلات الأحفورية في الأمريكتين. كما أن معدل توالد هذه الحيوانات كبير بحيث أن عدد المشاهدات يجب أن يكون أكثر من المشاهدات المزعومة حاليا، ما يجعل وجوده استحالة شبه مؤكدة. تلقى العديد من خبراء بيغ فوت تغطية إعلامية واسعة في السبعينات، إلا أن المجتمع العلمي تجنب مناقشة النظريات كي لا يضفي عليها المصداقية.

### الباحثون
قضى الباحثان إيفان ساندرسون وبرنارد هوفلمانز سنوات من حياتهما وهما يبحثان عن بيغ فوت. كما بحث علماء آخرون في الموضوع مثل كارلتون كون وجورج ألان أغوجينو وويليام هيل، رغم أنهم لم يصلوا إلى استنتاجات محددة وتخلوا عن أبحاثهم لاحقا.
وقال جيفري ميلدروم أن القرد العملاق القديم المسمى جيغانتوبويثيكوس يمكن أن يكون من أسلاف بيغ فوت المعروف اليوم. ويؤكد جون نابير أن موقف المجتمع العلمي تجاه بيغ فوت ينبع في المقام الأول من عدم كفاية الأدلة. أظهر علماء آخرون درجات متفاوتة في اهتمامهم بالمخلوق مثل ديفيد دايغلينغ،  جورج شالر،  رسل ميترماير، داريس سويندلر، استيبان سارمينتو،  كارلتون كون.

### دراسات رسمية
أجريت أول دراسة علمية حول الأدلة المتاحة من قبل جون نابير ونشرها في كتابه، «بيغ فوت: اليتي والساسكواتش في الأسطورة والواقع»، في عام 1973. كتب نابير أنه إذا وجب الوصول لاستنتاج فسيتم على أساس الأدلة الضئيلة فعلى العلم أن يعلن أن «بيغ فوت لا وجود له». ومع ذلك، ذكر أنه وجد صعوبة في رفض آلاف الآثار المزعومة المنتشرة على مدى 125,000 ميل مربع أو إسقاط عدة مئات من روايات شهود العيان. اختتم نابير كلامه «أنا واثق أن الساسكواتش موجود، ولكن وجوده بالشكل المعروف لدينا هو مسألة أخرى تماما. هناك شيء يعيش في شمال غرب أمريكا ويحتاج إلى شرح، وأن شيئا ما ترك تلك الآثار».
في عام 1974، قام الاتحاد الوطني للحياة البرية بتمويل دراسة ميدانية في البحث عن أدلة لوجود بيغ فوت. لم يشارك أحد من أعضاء الاتحاد الرسمي ولم تعثر الدراسة على أي اكتشافات بارزة.
نشر عالم الأنثروبولوجيا المادية غروفر كرانتز عدة مقالات وأربعة أبحاث طويلة حول الساسكواتش. ومع ذلك، عثر في أعماله على عدة نواقص علمية مثل تصديقه للخدع.
نشرت دراسة في مجلة الجغرافيا الحيوية في عام 2009 من قبل جي دي لوزير وآخرون، واستخدموا النمذجة البيئية على تقارير مشاهدات بيغ فوت، وذلك باستخدام مواقع المشاهدات لاستنتاج مؤشرات الحياة البيئية لبيغ فوت. ووجد الباحثون صلات بيئية قريبة جدا مع حياة الدب الأسود الأمريكي. وأشاروا أيضا إلى أن الدب المنتصب يشبه مظهر بيغ فوت المزعوم، وخلصت إلى أن مشاهدات بيغ فوت المحتملة قد تخص الدببة السوداء.
في أول تحليل جيني منهجي لثلاثين عينة شعر يشتبه أن تخص البيغ فوت واليتي والساسكواتش وألماستي أو غيرها من الرئيسيات الشاذة، وجد أن عينة واحدة فقط تخص الرئيسيات في الأصل، وأنها تخص إنسانا بالتحديد. أجريت دراسة مشتركة بين جامعة أكسفورد ومتحف علم الحيوان في لوزان، ونشرت في سجلات الجمعية الملكية في عام 2014، حيث قام الفريق بتنظيف التلوث السطحي والجزيئات الريبوسومية وميتوكوندريا الحمض النووي 12S من العينة، ثم مقارنتها مع بنك الجينات لتحديد أصل النوع. قدمت العينات من مختلف أنحاء العالم، بما في ذلك الولايات المتحدة، وروسيا، وجبال الهيمالايا، وسومطرة. عينة واحدة أتت من أصل بشري، ولكن كلها إلا اثنين أتت من حيوانات شائعة. أغلب العينات أتت من الدببة السوداء والبنية، وشملت الحيوانات الأخرى الأبقار، والخيول، والكلاب والذئاب والقيوط والغنم والماعز، والراكون، والشيهم والغزلان والتابير. هناك عينتان طابقتا عينة وراثية متحجرة لدب قطبي عمره 40,000 سنة من عصر البليستوسين.

## مزاعم بيغ فوت
بعد دراسة استمرت لخمس سنوات لعينات من الحمض النووي لبيغ فوت المزعوم"،  أعلنت الطبيبة البيطرية من تكساس ميلبا كيتشوم وفريقها أنها وجدت دليلا على أن الساسكواتش "هو أحد أقرباء الإنسان التي نشأ منذ حوالي 15,000 سنة كما أنه مزيج من الإنسان العاقل الحديث مع رئيسيات أخرى غير معروفة". وطالبت كيتشوم بالاعتراف بهذا رسميا، قائلة انه "يجب على الحكومة على كافة المستويات أن تعترف بهم كسكان أصليين وتحمي حقوقهم الإنسانية والدستورية ضد أولئك الذين يرون في اختلافاتهم الجسدية والثقافية" رخصة "لمطاردتهم وصيدهم وقتلهم". لم تنجح كيتشم في نشر نتائج بحثها على دورية علمية، وأعلنت في 13 فبراير 2013 أنها نشرت أبحاثها في مجلة دينوفو للعلوم. اكتشف موقع هافينغتون بوست الإخباري أن نطاق المجلة على الإنترنت تم تسجيل بشكل مجهول قبل تسعة أيام فقط من إعلان البحث: تم إدراج النسخة الوحيدة من مجلة بشكل المجلد 1، العدد 1، وكان مضمونها الوحيد بحث بيغ فوت.

## منظمات بيغ فوت
هناك العديد من المنظمات المكرسة للبحث والتحقيق في مشاهدات بيغ فوت في الولايات المتحدة. أقدم وأكبر منظمة هي منظمة الباحثين الميدانيين عن بيغ فوت (BFRO). وتوفر المنظمة قاعدة بيانات مجانية للأفراد والمنظمات الأخرى. ويشمل موقعهم على الإنترنت تقارير من جميع أنحاء أمريكا الشمالية والتي تم التحقيق فيها من قبل الباحثين لتحديد مصداقيتها.